# Hiranstjärnen
Hiranstjärnen är en sjö i Torsby kommun i Värmland och ingår i Göta älvs huvudavrinningsområde. Sjön är 7,2 meter djup, har en yta på 0,014 kvadratkilometer och är belägen 328 meter över havet.